# 金法旼
金法旼（韓語：김법민；1991年5月23日—），是一名韩国大田男子射箭运动员。2012年夏季奥林匹克运动会，他在射箭项目男子团体赛上联同队友获得了铜牌。